# Kisanji
O kisanji ou quissanje  é um instrumento musical angolano, mais precisamente um lamelofone, sendo classificado nos idiofones.

## Descrição
É construído sobre uma tábua harmónica com poucos centímetros de espessura, de forma rectangular, onde se fixam uma série de lamelas que podem ser de bambu ou metal, cada uma com um tamanho diferente produzindo notas distintas, presas a um cavalete metálico. Por cima do cavalete é colocado um travessão, no sentido transversal, apertado por ganchos. As lamelas, regra geral, são espatuladas ligeiramente levantadas dos lados. A sua construção varia consoante a região e a etnia, podendo ou não usar caixa de ressonância, as escalas também variam consoante o numero de lamelas. Estão identificadas, pelo menos cinco variantes de Kisanje, podendo ir das sete às vinte e duas palhetas. O mais disseminado é constituído por uma série de nove laminas ficando a lamina maior ao centro e com quatro laminas de cada lado que vão reduzindo de tamanho do centro para as pontas. O instrumento é agarrado com as duas mãos e tocado beliscando as lamelas com o polegar de cada uma. Alguns grandes tocadores chegam a utilizar os indicadores. Também é chamado mbwetete, quando é feito à base de bambu. É um instrumento de som fluido, muito utilizado durante caminhadas longas ou como fundo musical quando um mais velho conta histórias à volta da fogueira.

## Origem
O kisanji é oriundo de Angola , onde em algumas regiões é conhecido pelo nome de tyitanzi. Existem variantes do instrumento em outras regiões de África, erradamente confundidos com o kisanji, já que são diferentes na sua estrutura e construção.

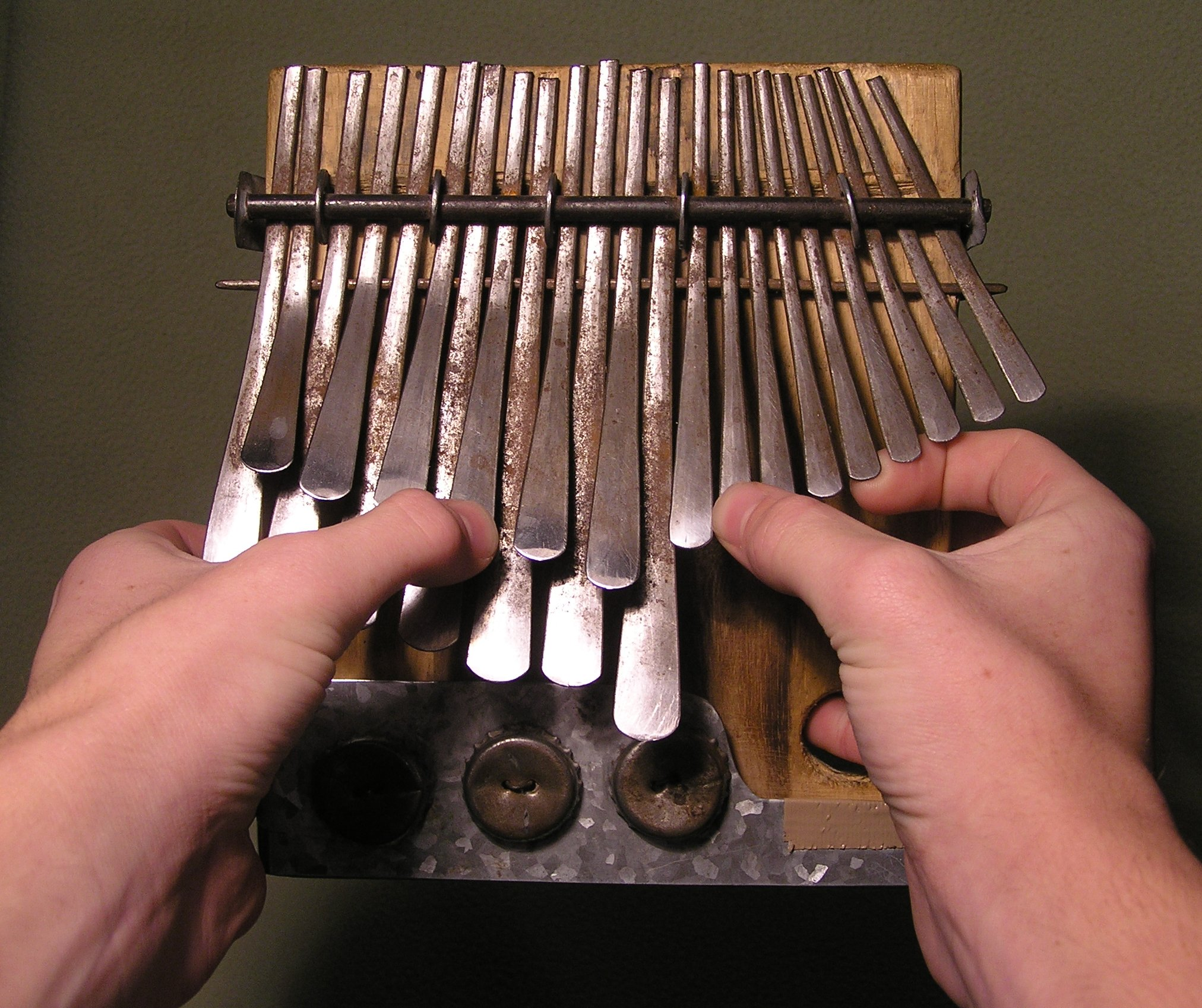
Músico tocando uma mbira de Moçambique.

Em Moçambique o instrumento similar tem o nome de mbira, sendo construído por cima de uma tábua dura e com uma série de quinze lamelas na parte superior e uma série inferior com sete. Tradicionalmente, para amplificar o som, é colocado dentro de uma cabaça.
Na Congo e região da África Central, existe o sansa que tem a particularidade de ter apenas sete lamelas colocadas em uma caixa de ressonância.
Noutras localiades são feitos com mais ou menos lamelas, com caixas de ressonância fazendo parte do instrumento, ou apenas adicionadas, sendo utilizadas muitas vezes cabaças para o efeito, e ganham nomes como kalimba ou karimba (Uganda), mangambeu (Camarões), kondi (Serra Leoa), likembe, budongo, mbila, mbira (Zimbábue), entre outros.